# Caproni Vizzola 2
Il Caproni Vizzola 2, indicato anche come Caproni Vizzola II, fu un aliante monoposto ad ala alta progettato dagli ingegneri Carlo Ferrarin e Livio Sonzio nei tardi anni trenta.
Destinato ad essere proposto come aliante da competizione nelle manifestazioni di volo a vela e come addestratore avanzato negli aeroclub dell'epoca, venne realizzato in sei esemplari dalla Caproni Vizzola, sussidiaria del Gruppo Caproni di Vizzola Ticino, presso Varese, e dal Gruppo Tommaso dal Molin.
Nell'agosto del 1939 il R.U.N.A. (Reale Unione Nazionale Aeronautica) di Varese affidò uno degli esemplari al pilota Aldo Bellò, durante il 3º Raduno nazionale di volo a vela tenutosi all'aeroporto Sartori di Asiago. A bordo di questo aliante Bellò stabilì il record italiano di durata rimanendo in volo per 8 ore e 26 minuti.